# Jean-François Portal
Jean-François Portal est un homme politique français né le 12 mars 1742 et Mort à une date inconnue.

## Biographie
Entré dans les ordres sous l'Ancien Régime, il quitte l'état ecclésiastique à la Révolution. Il est administrateur du département, commissaire du directoire exécutif au Puy-en-Velay et est élu député de la Haute-Loire au Conseil des Cinq-Cents le 23 germinal an VI.

## Sources
- « Jean-François Portal », dans Adolphe Robert et Gaston Cougny, Dictionnaire des parlementaires français, Edgar Bourloton, 1889-1891 [détail de l’édition]